# Södra Tjusts pastorat
Södra Tjusts pastorat är ett pastorat i Kustbygdens kontrakt (före 2017 Tjusts kontrakt) i Linköpings stift i Västerviks kommun och Oskarshamns kommun i Kalmar län. 
Pastoratet bildades 2014 genom sammanläggning av pastoraten:
- Västerviks pastorat
- Hjorteds pastorat
- Hallingeberg-Blackstads pastorat
- Gladhammars pastorat
- Misterhults pastorat

Pastoratet består av följande församlingar:
- Västerviks församling
- Hjorteds församling
- Hallingeberg-Blackstads församling
- Gladhammar-Västrums församling
- Törnsfalls församling
- Misterhults församling

Pastoratskod är 021201.